# Victor Louis Gain
Victor Louis Gain est un homme politique français né le 5 novembre 1799 à Montreuil-Bellay (Maine-et-Loire) et décédé le 6 mars 1878 à Angers (Maine-et-Loire).

## Carrière au sein de l'ordre judiciaire
Victor Louis Gain est avocat de formation, de même que son fils, Louis Gain, lequel deviendra Bâtonnier de l'Ordre des Avocats du Barreau d'Angers. 
Rallié au coup d’État du 2 décembre 1851, il est conseiller à la cour d'Appel d'Angers pendant toute la durée du Second Empire.

## Député au sein de la Majorité conservatrice de 1849
Le 13 mai 1849, il est élu député de Maine-et-Loire. En effet, la liste conservatrice sur laquelle il est placé en 10e position recueille 52,749 voix (104,313 votants, 151,062 inscrits) et envoie 11 élus au Palais Bourbon.

## Sources
- « Victor Louis Gain », dans Adolphe Robert et Gaston Cougny, Dictionnaire des parlementaires français, Edgar Bourloton, 1889-1891 [détail de l’édition]